# 아프리카의 역사

유럽의 식민지 정책 이전의 아프리카 고유 문명

아프리카의 역사는 북부아프리카(지중해 연안)와 중부 아프리카(사하라 이남) 및 남부 아프리카가 각각 그 역사적 배경을 달리하고 있다. 북부 아프리카는 일찍이 나일강 유역에 고대 이집트 문명의 발상지를 이루어, 그리스와 페니키아의 도시들이 해안에 발달, 유럽 및 서남아시아와 밀접한 관계를 유지할 수 있게 되었다. 아프리카 대륙이 결코 고립된 대륙이 아닌, 예로부터 여러 다른 민족과의 접촉을 통해서 영향을 받아왔다. 사하라사막을 넘는 교역, 동아프리카 해안에 진출한 아라비아 상인들과 명나라 때 정화의 원정 등 끊임없이 교류가 이어져왔었다.
중부 아프리카는 농경과 수렵을 하는 문화를 지속해 왔으며 현재까지도 그러한 문화를 지키고자 하는 사람들이 많아 아프리카 타 지역에 비해 개발된 곳이 적다. 그러한 만큼 유럽세력이 진출하기 이전에는 많은 부분이 감추어져 있었다.
아프리카 대륙이 서양 열강에 본격적으로 알려지기 시작한 것은 15세기 ~ 16세기에 걸친 포르투갈 사람들의 탐험으로부터였는데, 이는 유럽인들에 의한 노예 무역과 약탈이 번성해지기 시작하는 단계를 의미하였다. 유럽인들은 신대륙의 경영에 노예의 노동력이 필수불가결한 것으로 보았으며, 노예상인들에게 노예무역은 이익이 되는 장사였다. 당시 에스파냐를 무찌르고 제해권을 쥐어잡은 영국의 경우, 노예무역을 거의 독점하다시피 했으며, 이를 배경으로 리버풀과 같은 도시가 번성하였다. 또한, 아프리카 해안지방으로부터 차츰 내륙지방에서이 유럽인들의 탐험과 유럽열강국의 식민지 정책이 형성되어 갔다.
18세기에 이르러 식민지화는 가속화되었고, 19세기 후반에는 유럽 사람들에 의한 내륙지방의 적극적인 탐험이 계속되어 제2차 세계대전 전까지 몇 개의 독립국(이집트·에티오피아·라이베리아 등)을 제외하고는 전대륙이 영국·프랑스·네덜란드·벨기에 등의 유럽 제국 식민지가 되었다. 그러나 이 식민지 대륙은 대전 후 독립하기 시작하여, 최근에는 아프리카 대륙의 발전이 장차 기대되고 있다.
대륙의 주요 탐험을 들면, 1486년 희망봉의 발견으로부터 1498년 바스코 다 가마의 인도항로 개척, 1840년 데이비드 리빙스턴의 잠베지강 유역과 탕가니카 호수 탐험, 1871년 헨리 모턴 스탠리의 탐험 등이 유명하다.

## 같이 보기
- 아프리카의 나라와 속령 목록
- 유네스코